# Réginald Bernut
Réginald Bernut est un homme politique français de Nouvelle-Calédonie, né le 18 janvier 1937 à Sydney (Australie) et mort le 6 avril 2021 au Mont-Dore (Nouvelle-Calédonie).

## Biographie
Fils d'éleveurs de La Foa, Réginald Bernut est, par sa mère, le neveu de l'écrivain Jean Mariotti. Colporteur de profession, il se lance dans la politique comme adhérent du parti anti-indépendantiste, le RPCR, dans la commune du Mont-Dore. Il y seconde alors le maire Pierre Frogier comme 1er adjoint de 1987 à 2001 puis, lorsque ce dernier devient en 2001 président du Gouvernement de Nouvelle-Calédonie et qu'il doit donc abandonner sa fonction de premier magistrat de la commune, il lui succède. Il doit alors faire face, pendant pratiquement deux ans de 2001 à 2003, aux affrontements entre les communautés mélanésiennes et wallisiennes à Saint-Louis.
Le 22 octobre 2003, il annonce en séance du conseil municipal sa décision de démissionner de son poste de maire, à la suite de la réunion à la fin du mois de juillet de huit de ses adjoints sur 10 qui avaient alors accusé le maire « de tout vouloir gérer et diriger ainsi que de s’éloigner des instances dirigeantes du Rassemblement ». Il reste toutefois alors conseiller municipal jusqu'en 2008, et se rapproche d'Harold Martin qui est entré en conflit avec les instances dirigeantes du RPCR depuis 2001. Lorsque ce dernier se rapproche donc d'autres dissidents de ce mouvement politique de plus ou moins longues dates pour former l'alliance électorale qui devient l'Avenir ensemble en vue des élections provinciales de 2004, Réginald Bernut le rejoint et est donc élu le 9 mai 2004 comme conseiller de la Province Sud et du Congrès sous les couleurs de cette nouvelle formation politique. À la Province il prend la présidence de la commission du développement rural. Pour les élections municipales de 2008, il ne se présente pas aux primaires de son parti pour emmener sa liste au Mont-Dore, et soutient à la place Xavier Vergès, ancien responsable des services d'animation et d'insertion de la commune qui proposait alors de former une liste uniquement Avenir ensemble, auquel les militants préfèrent finalement Jean-Yves Maléjac, conseiller municipal sortant et dissident du RPCR depuis fin 2004 et qui a alors au contraire proposé le projet d'une liste d'« entente communale » réunissant des personnalités d'horizons politiques différents. Dans un premier temps annoncé en 5e position de cette liste, Réginald Bernut a finalement préféré n'y être présent qu'à la 35e et dernière place. Il n'est donc pas réélu conseiller municipal en 2008, le maire sortant et tête de liste du Rassemblement-UMP Éric Gay étant réélu dès le premier tour. 

### Anciens mandats et fonctions
- 1er adjoint au maire du Mont-Dore (1987-2001)
- maire du Mont-Dore (2001-2003)
- 3e vice-président du Congrès (2004-2007)

## Sources
1. ↑  Réginald Bernut, ancien maire du Mont-Dore, est mort à l'âge de 84 ans
2. ↑  « « Le maire du Mont-Dore annonce sa démission », Nouvelles Calédoniennes, 23/10/2003. »(Archive.org • Wikiwix • Archive.is • Google • Que faire ?)
3. ↑  « F. TROMEUR, « Municipales : Les militants Avenir ensemble créent la surprise », Nouvelles Calédoniennes, 15/12/2007 »(Archive.org • Wikiwix • Archive.is • Google • Que faire ?)
4. ↑  F. TROMEUR, « Jean-Yves Maléjac a bouclé liste et programme », Nouvelles Calédoniennes, 18/02/2008